# Stahlbrunnen (Bad Homburg vor der Höhe)

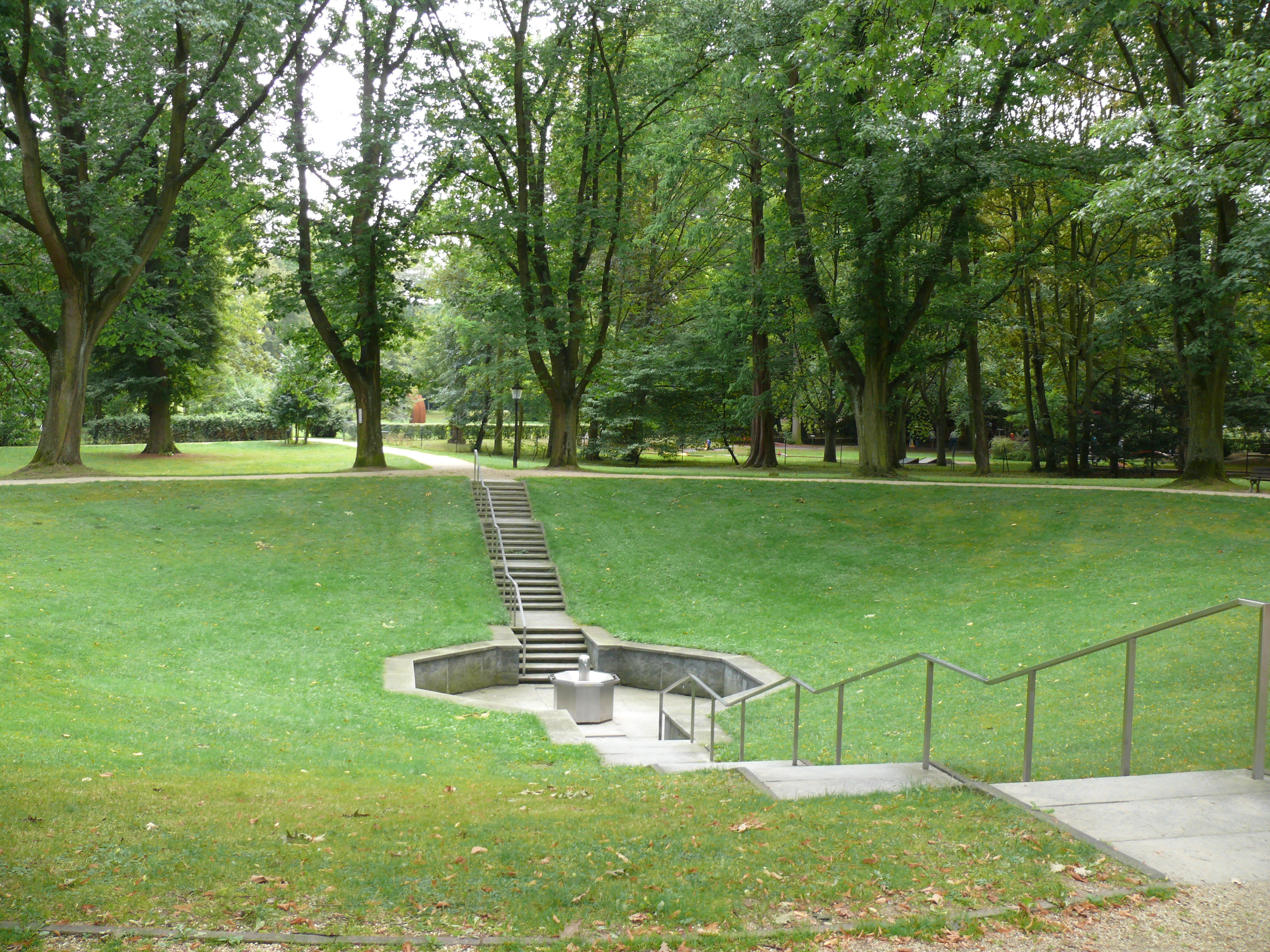
Stahlbrunnen

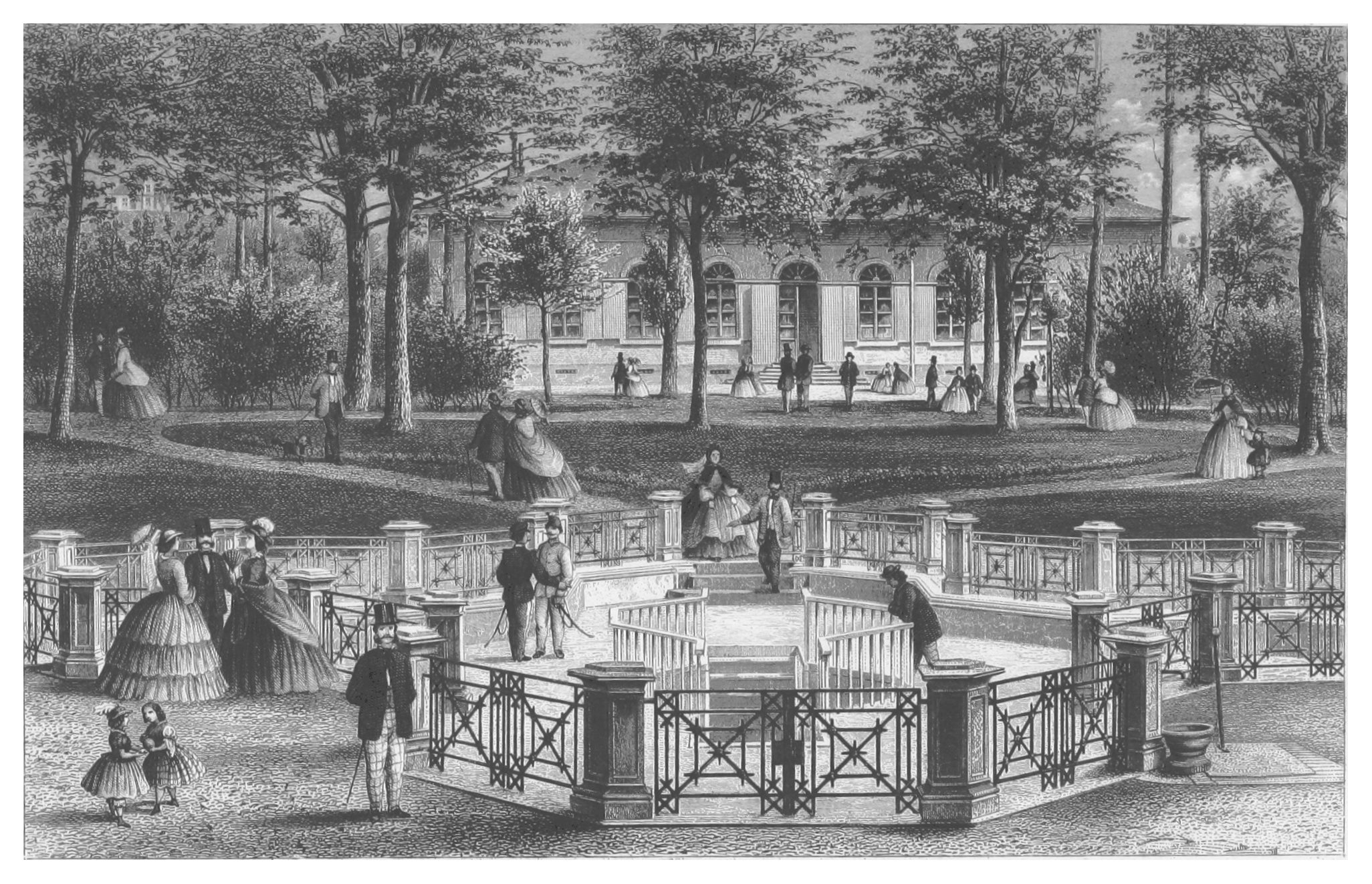
Stahlbrunnen; Darstellung von Thomas William Gaspey 1866

Der Stahlbrunnen ist ein Mineralwasserbrunnen in Bad Homburg vor der Höhe. Sein Name verweist auf den hohen Eisengehalt.
1840 erhielten die Zwillingsbrüder François und Louis Blanc die Lizenz zum Betrieb der Spielbank Bad Homburg. Damit verbunden war die Verpflichtung, auf eigene Kosten weitere Brunnen zu erbohren, um die Attraktivität der Kur weiter zu stärken.
Die Kurgesellschaft beauftragte den Ingenieur Jules Ribes mit den Bohrungen. Im Herbst 1841 wurde der Stahlbrunnen als erster und kurz darauf der Kaiserbrunnen im heutigen Kurpark Bad Homburg erbohrt.
Das Wasser des neuen Brunnens wurde Justus Liebig zur Analyse vorgelegt. Liebig stellte fest:

„Der Eisengehalt ist weit über meine Erwartungen größer, das Pfund (zu 16 Unzen) enthält nämlich 0,758 Gramm, also genauso viel wie der Schwalbacher Stahlbrunnen.“

Die erste Eisenfassung war aufgrund des hohen Eisengehalts des Wassers aber bereits nach fünf Jahren zerfressen und wurde durch einen gusseisernen Brunnen ersetzt. Auch dieser hielt nur 10 Jahre, genauso wie die folgende Kupferlösung. 1869 bis 1966 war der Brunnen in Holz gefasst, bevor er die heutige Form bekam.